# The Nomad Soul
The Nomad Soul (Sufletul nomad, cunoscut sub numele de Omikron: The Nomad Soul în America de Nord) este un joc video de aventură dezvoltat de Quantic Dream și publicat de Eidos Interactive. A fost lansat pentru Microsoft Windows în 1999 și Dreamcast în 2000. Jucătorul se poate angaja în lupte neînarmat sau înarmat, poate explora mediul tridimensional al orașului Omikron și poate vorbi cu personaje non-jucătoare pentru a avansa în poveste. Urmează o investigație asupra unui caz de crime în serie, care dezvăluie adevărul supranatural din spatele istoriei antice a orașului. Varianta pentru PlayStation 2 a fost anulată.
Designerul de jocuri David Cage a început să scrie scenariul în 1994 și a semnat un contract de publicare cu Eidos în 1997. David Bowie a realizat muzica împreună cu Reeves Gabrels, producând zece melodii originale. Jocul a fost dezvoltat după doi ani și jumătate. Recenzorii i-au lăudat grafica, coloana sonoră, povestea, modelele de personaje, mecanismul de reîncarnare, actoria de voce și lupta, dar au criticat controlul, timpii de încărcare și mai multe stiluri de joc. A fost nominalizat la diferite premii și s-a vândut în peste 600.000 de exemplare, cu vânzări scăzute în America de Nord. O continuare a fost planificată, dar a fost anulată.

## Gameplay
Este un joc de aventură jucat din perspectivă la persoana a treia și laterală în luptele fără arme și cu vedere din perspectivă persoana întâi în luptele cu arme. Jucătorul poate explora mediul tridimensional al Omikronului mergând, alergând, folosind vehicule cunoscute sub numele de Sliders sau folosind lifturile pentru a ajunge la apartamente și birouri. Lupta, viteza, eschivarea și rezistența la daune se îmbunătățesc cu ajutorul antrenamentului. Controalele de luptă permit jucătorului să arunce, să sară, să se ghemuiască, să lovească cu pumnii și să lovească. Mișcările speciale pot fi efectuate prin anumite combinații. Pentru a traversa prin apă, pot fi declanșate secvențe de înot, care consumă oxigen. Efortul fizic epuizează energia, care este refăcută cu pachete medicale, alimente, băuturi sau poțiuni speciale. În cazul morții (și, în cele din urmă, după voință), jucătorul este reîncarnat în corpul primului personaj non-jucător (NPC) care interacționează cu el; sunt mai mult de patruzeci de oameni în care se poate astfel reîncarna. Nivelurile de mana înseamnă capacitatea de a face vrăji și sunt crescute cu poțiuni.
Citirea mesajelor, vorbirea cu NPC-urile și colectarea obiectelor sunt esențiale pentru ca jucătorul să progreseze. Se poate conecta la un monitor de computer cunoscut sub numele de SNEAK, care este folosit în principal pentru a accesa informații despre personaje, pentru a chema vehicule Sliders, pentru a deschide inventarul și pentru a prelua fapte care sunt vitale pentru progresul poveștii. Obiectele pot fi folosite, examinate și stocate în inventar. Inelele magice permit jucătorului să salveze jocul în puncte speciale și să cumpere sfaturi pentru informații cheie despre NPC-uri pentru a avansa în scenariu. Setek, moneda Omikroniană, poate fi cheltuită pe lucruri precum consumabile, arme mai bune și sfaturi. Dacă inventarul SNEAK este plin, articolele pot fi transferate sau depozitate în Dulapul Virtual Multiplan, un inventar mai mare.

## Prezentare

### Cadru
Jocul are loc plasat într-un oraș futurist cunoscut sub numele de Omikron, care este o metropolă dens populată de pe planeta Phaenon. Omikron se află sub o cupolă enormă de cristal, care a fost construită pentru a proteja împotriva erei glaciare în care a intrat planeta Phaenon după dispariția stelei sale. Orașul este împărțit în diferite sectoare: Anekbah, Qalisar, Jaunpur, Jahangir și Lahoreh. Deoarece locuitorilor le este interzis să părăsească sectoarele respective, fiecare zonă s-a dezvoltat independent, ceea ce se reflectă în stilurile de viață și arhitectura divergente.

### Intrigă
La începutul jocului, jucătorul este rugat de un ofițer de poliție Omikronian pe nume Kay'l 669 să părăsească dimensiunea lor și să intre în Omikron în corpul său. După ce a făcut acest lucru, jucătorul continuă investigarea crimelor în serie la care Kay'l și partenerul său au lucrat inițial. Jucătorul începe investigația în sectorul Anekbah, unde descoperă informații care sugerează că acel criminal în serie pe care îl caută nu este un om, ci este un demon. Membrii unei mișcări aparent subterane, antiguvernamentale îl contactează pe jucător și îi confirmă suspiciunile. Ancheta se adâncește și scoate la iveală informații suplimentare; unul dintre comandanții șefi de poliție ai orașului Omikron, comandantul Gandhar, este un demon care se preface a fi uman și atrage suflete umane în Omikron din alte dimensiuni prin „Sufletul Nomad”. Faptul că Kay'l 669 a cerut jucătorului să-l ajute s-a dovedit a fi o capcană: se presupune că, dacă personajul din joc moare, adevăratul om care joacă jocul video își va pierde sufletul pentru totdeauna. În ciuda multor tentative de asasinat asupra vieții protagonistului de către alți demoni din culise, jucătorul îl distruge pe Gandhar cu arme supranaturale.
După această scurtă victorie, mișcarea antiguvernamentală se dezvăluie a fi numită „The Awakened” (Cei Treziți), care invită jucătorul să li se alăture. Ei lucrează în tandem cu un ordin religios antic condus de Boz, o ființă mistică care există în formă pur electronică în rețeaua de computere din Omikron. Cei Treziți se referă la protagonist ca „Sufletul Nomad”, deoarece ei au capacitatea de a schimba corpurile după bunul plac. Sufletul Nomad învață apoi că ceea ce se întâmplă în Omikron este doar o extensie a unei bătălii vechi între omenire și demonii conduși de puternicul Astaroth. Astaroth, care a fost alungat în adâncurile Omikronului cu mult timp în urmă, își regenerează încet puterea în timp ce folosește demoni atât pentru a aduna suflete, cât și pentru a anima înalți membri ai guvernului. Sufletul Nomad folosește tehnologia antică, magică pentru a-l distruge pe Astaroth. Ei revin în  propria lor dimensiune și împiedică sufletul lor să fie capturat de demoni.

## Dezvoltare și lansare
David Cage, obosit de cariera sa de 15 ani ca compozitor, a început să scrie The Nomad Soul în 1994. Scenariul a avut ca rezultat un document de 200 de pagini, care a fost distribuit persoanelor de contact din industria muzicală, care au spus că ideea este „imposibilă din punct de vedere tehnic”. Într-un act de sfidare, Cage a angajat o echipă de prieteni, cu experiență în dezvoltare și a transformat una dintre cabinele sale de izolare într-un birou. Au avut un termen limită de șase luni până la expirarea banilor, moment în care scopul era să aibă un motor de joc și un prototip. În ultima săptămână a anului 1997,}} Cage a călătorit la Londra și a luat legătura cu Eidos Interactive, care l-a invitat la o întâlnire. Eidos a fost atât de impresionat de demonstrație și de scenariu, încât contractul de publicare a fost semnat până la prânz a doua zi. The Nomad Soul a intrat în producție completă o lună mai târziu. Două luni după aceea, un prototip a fost afișat la Electronic Entertainment Expo.
Cu The Nomad Soul, Cage a vrut să creeze „o experiență asemănătoare unui film – cu imersiune totală” și să amestece mai multe genuri. Inițial a ezitat să introducă o perspectivă la persoana întâi, deoarece i-a dat dureri de cap, dar a implementat-o la cererea companiei Eidos. Cage a notat numele artiștilor cu care dorea să lucreze, inclusiv Björk, Massive Attack, Archive și David Bowie. La cererea designerului senior de la Eidos, Philip Campbell, Bowie a fost în cele din urmă angajat pentru a crea muzica, care a fost realizată cu ajutorul chitaristului Reeves Gabrels. Bowie a produs zece melodii originale și a petrecut două săptămâni la Paris pentru sesiuni de design. El a interpretat un personaj pe nume Boz și cântărețul unei trupe din joc cântând concerte în orașul Omikron; Gabrels și muzicianul Gail Ann Dorsey au împrumutat aspectul lor unor personaje din joc. Cage a petrecut treizeci de ore făcând motion capture pentru fiecare concert. Prioritatea lui Bowie a fost de a impregna jocul cu „subtext emoțional” și a considerat acest lucru ca un succes. Modelul Iman, soția lui Bowie, a interpretat un personaj în care jucătorul se poate reîncarna. Xavier Despas a compus piese ambientale și suplimentare. The game took two-and-a-half years to complete.
The Nomad Soul a fost redenumit Omikron: The Nomad Soul în America de Nord. A fost lansat pentru Microsoft Windows la 31 octombrie 1999 în Europe și la 5 noiembrie în America de Nord. Jocul a fost portat pentru Dreamcast, cu date de lansarela 22 iunie în America de Nord și 23 iunie 2000 în Europa. S-a vândut mai mult peste 600.000 de exemplare, dintre care între 400.000 și 500.000 în Europa. Cage a dat vina pe vânzările scăzute din America de Nord pe seama lipsei de suport a Eidos pe această piață. O versiune pentru PlayStation, planificată pentru mai 2000, a fost anulată după ce șaptezeci la sută din acesta a fost finalizată. Jocul a fost anulat și pentru PlayStation 2. După decesul lui  David Bowie în 2016, The Nomad Soul a fost disponibil gratuit timp de o săptămână.

## Primire
The Nomad Soul a fost nominalizat drept cel mai bun joc de aventură pe PC în 1999 de către CNET Gamecenter, The Electric Playground și GameSpot, pierzând diferit în fața jocurilor Gabriel Knight 3, Spy Fox 2 și respectiv Outcast. A fost, de asemenea, nominalizat la categoria "Outstanding Achievement in Character or Story Development" la a treia ediţie a premiilor Interactive Achievement în 2000, dar a pierdut în fața jocului Age of Empires II: Age of Kings.
Revizuind versiunea pentru Dreamcast, Glenn Wigmore de la AllGame a considerat jocul ca fiind „unic”, scriind că generarea graficii sale în timp real a fost bine făcută și că, în cele din urmă, „jocul arată solid și creează atmosfera unei lumi [care este] uriașă, întunecată și tangibilă”. I-a plăcut faptul că personajul poate fi schimbat și excelenta interpretare de voce. Și lupta l-a atras pe Wigmore, pe care a numit-o „distracție”. Chris Couper de la AllGame a spus în recenzia sa pentru PC că The Nomad Soul a fost „jocul lui preferat din 1999”. El a considerat povestea ca fiind „fascinantă”, grafica ca „uimitoare”, iar coloana sonoră ca una care „taie respirația”. Cea mai inovatoare parte a jocului, conform lui Couper, a fost aceea că a permis jucătorului să se reîncarneze în corpurile altor personaje. Eurogamer a fost impresionat de „peisajul urban futurist” al orașului Omikron, care se încadrează bine la povestea generală. Game Revolution a declarat The Nomad Soul primul joc care s-a apropiat de imersiunea totală, numindu-l astfel „cea mai bună experiență de joc pentru un singur jucător” din 1999. Game Revolution a considerat povestea „profund captivantă”, capacitatea de a rezolva probleme individuale prin mai multe căi „înviorătoare”, efectele grafice „pur și simplu superbe”, modelele de personaje „surprinzătoare”, iar efectele sonore și actoria de voce „în general excelentă”. Secvențele de film din joc au fost lăudate în mod similar. La fel ca și Couper, Game Revolution a apreciat pozitiv partitura muzicală, etichetând-o ca fiind „atmosferică”. GamePro, evaluând versiunea pentru Dreamcast, i-a apreciat decorul și muzica.

## Continuare
Până în ianuarie 2000, o continuare se afla în primele etape de dezvoltare, apoi era programată să fie lansată până în 2001. S-a lucrat sub titlurile Nomad Soul: Exodus și Omikron 2: Karma și a fost planificat pentru Microsoft Windows, PlayStation 3 și Xbox 360. După lansarea lui Fahrenheit (2005), proiectul era încă în discuție, dar în cele din urmă a fost abandonat în favoarea lui Heavy Rain.

## Moștenire
În decembrie 2021, la scurt timp după apariția variantei Omicron a virusului SARS-CoV-2, o scenă în care personajul lui David Bowie încurajează o revoltă guvernamentală a devenit virală pe Twitter, ducând la o renaștere a popularității datorită titlului din America de Nord al jocului, a tematicii și a scenariului. Dezinformarea despre implicarea lui Bill Gates în joc a început să se răspândească în încercarea de a o conecta cu teoriile conspirației conform cărora el ar fi responsabil pentru virus.